# Arrondissement Saint-Dizier
Saint-Dizier is een arrondissement van het Franse departement Haute-Marne in de regio Grand Est. De onderprefectuur is Saint-Dizier.

## Kantons
Het arrondissement was tot 2014 samengesteld uit de volgende kantons:
- Kanton Chevillon
- Kanton Doulaincourt-Saucourt
- Kanton Doulevant-le-Château
- Kanton Joinville
- Kanton Montier-en-Der
- Kanton Poissons
- Kanton Saint-Dizier-Centre
- Kanton Saint-Dizier-Nord-Est
- Kanton Saint-Dizier-Ouest
- Kanton Saint-Dizier-Sud-Est
- Kanton Wassy

Na de herindeling van de kantons bij decreet van 17 februari 2014, met uitwerking op 22 maart omvat het volgende kantons :
- Kanton Bologne  ( deel 5/38 )
- Kanton Eurville-Bienville
- Kanton Joinville
- Kanton Poissons   ( deel 18/67 )
- Kanton Saint-Dizier-1
- Kanton Saint-Dizier-2
- Kanton Saint-Dizier-3
- Kanton Wassy